# Domaine de Niimi

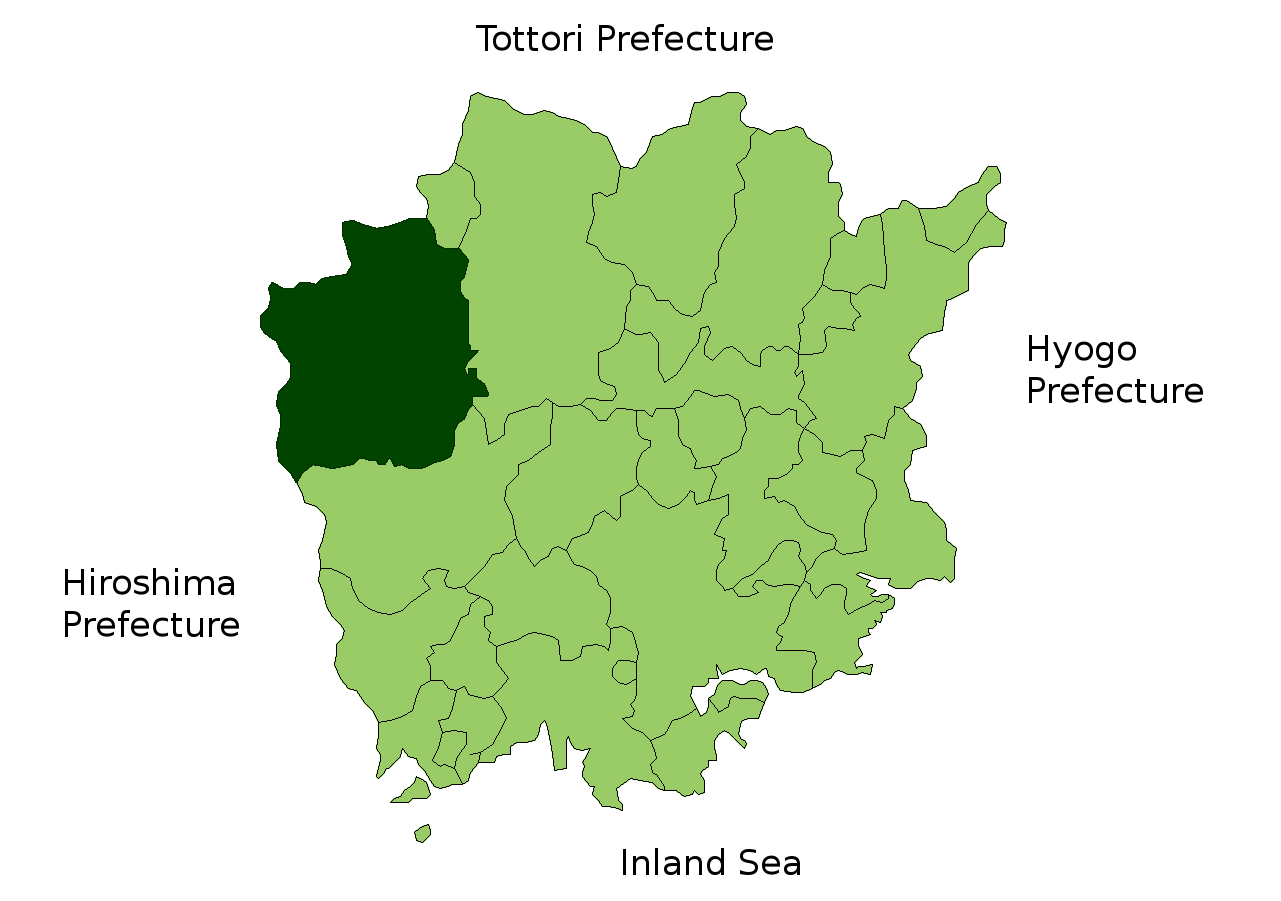
Situation de Niimi dans la préfecture d'Okayama.

Le domaine de Niimi (新見藩, Niimi-han) est un domaine féodal japonais de l'époque d'Edo situé dans la province de Bitchū, maintenant Niimi, préfecture d'Okayama.

## Liste des daimyos
- Clan Seki, 1697-1871 (tozama daimyo ; 18 000 koku)

1. Nagaharu
2. Nagahiro
3. Masatomi
4. Masatoki
5. Naganobu
6. Nagateru
7. Shigeakira
8. Nagamichi
9. Nagakatsu

## Source de la traduction
- (en) Cet article est partiellement ou en totalité issu de l’article de Wikipédia en anglais intitulé « Niimi Domain » (voir la liste des auteurs).